# تاوا (نوع)
تَاوَا (الاسم العلمي: Beilschmiedia tawa)؛ هي شجرة نيوزيلندية عريضة الأوراق شائعة في الأجزاء الوسطى من البلاد. غالبًا ما تكون تاوا هي النَّوع السائد من أشجار المظلة في غابات الأراضي المنخفضة في الجزيرة الشمالية والشمال الشرقي من الجزيرة الجنوبية، ولكنها غالبًا ما تُشكل أيضًا مظلة فرعية في الغابات الأولية في جميع أنحاء البلاد في هذه المناطق، تحت معلاقية؛ مثل: الصَّنَوبَرُ الأَبْيَض، الصَّنَوبَرُ الأَسّوَدُ، ميرو وريمو. قد تنمو حتى ارتفاع 30 مترًا أو أكثر مع جذوع يصل قطرها إلى 1.2 متر، ولها لِحاءٌ داكنٌ أملس. الكَلمةُ المَاوَرِيَّةُ (tawa) هي اسم الشجرة.